# 몬머스

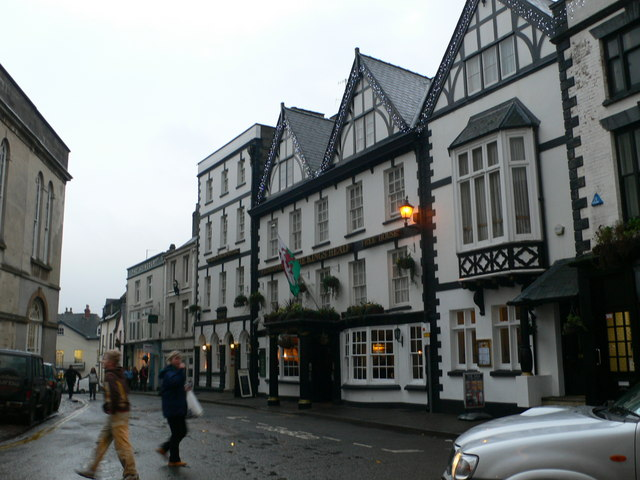
몬머스

몬머스(영어: Monmouth, 웨일스어: Trefynwy)는 영국 웨일스 몬머스셔의 도시이다. 2001년 인구 조사 결과는 8,877명이다.

## 같이 보기
- 몬머스피디아